# Eigentliche Meerschweinchen
Die Eigentlichen Meerschweinchen (Caviinae) bilden eine Unterfamilie der Meerschweinchen (Caviidae) in der Ordnung der Nagetiere (Rodentia).

## Merkmale
Es sind kleine, kompakt gebaute Tiere mit kleinen Ohren und kurzen Gliedmaßen. Die Kopf-Rumpf-Länge variiert zwischen 15 und 40 Zentimeter und das Gewicht zwischen 100 und 1500 Gramm.

## Lebensweise
Eigentliche Meerschweinchen sind in weiten Teilen Südamerikas verbreitet, wo sie unterschiedlichste Habitate bewohnen, von flachen Grasländern bis in Gebirgsregionen von über 4000 Metern Seehöhe. Es sind in der Regel soziale Tiere, die in Paaren oder Gruppen mit einem Männchen, einigen Weibchen und den Jungtieren zusammenleben. Einige Arten haben komplexe Sozialstrukturen entwickelt.
Diese Gruppe wird in drei Gattungen mit rund 15 Arten unterteilt:
- Echte Meerschweinchen (Cavia), dazu zählen auch das Gemeine Meerschweinchen (C. aperea) und das Hausmeerschweinchen (C. porcellus)
- Gelbzahnmeerschweinchen (Galea)
- Zwergmeerschweinchen (Microcavia)

## Innere Systematik
Die Eigentlichen Meerschweinchen bilden ein als Unterfamilie klassifiziertes Taxon innerhalb der Meerschweinchen. Sie stellen mit drei Gattungen und 15 Arten die größte Gruppe innerhalb der Meerschweinchen dar, die neben ihnen auch die in der Unterfamilie Hydrochoerinae zusammengefassten Capybaras (Hydrochoerus) und die Vertreter der Gattung Kerodon sowie die als eigene Unterfamilie betrachteten Pampashasen (Dolichotinae) umfassen.
Innerhalb der Eigentlichen Meerschweinchen werden die folgende Gattungen und Arten unterschieden:
- Eigentliche Meerschweinchen (Caviinae Fischer von Waldheim, 1817)
  - Echte Meerschweinchen (Cavia Pallas, 1766)
    - Gemeines Meerschweinchen (Cavia aperea Erxleben, 1777)
    - Tschudi-Meerschweinchen (Cavia tschudii Fitzinger, 1857)
    - Patzelt-Meerschweinchen (Cavia patzelti Schliemann, 1982)
    - Glanzmeerschweinchen (Cavia fulgida Wagler, 1831)
    - Riesenmeerschweinchen (Cavia magna Ximénez, 1980)
    - Santa-Catarina-Meerschweinchen (Cavia intermedia Cherem, Olimpio & Ximénez, 1999)
    - Hausmeerschweinchen (Cavia porcellus Linnaeus, 1758)

  - Gelbzahnmeerschweinchen (Galea Meyen, 1833)
    - Östliches Wieselmeerschweinchen (Galea flavidens (Brandt, 1835))
    - Wieselmeerschweinchen (Galea musteloides Meyen, 1833)
    - Spix-Gelbzahnmeerschweinchen (Galea spixii (Wagler, 1831))
    - Südliches Wieselmeerschweinchen (Galea comes Thomas, 1919)
    - Tiefland-Wieselmeerschweinchen (Galea leucoblephara Burmeister, 1861)

  - Zwergmeerschweinchen (Microcavia Gervais & Ameghino, 1880)
    - Südliches Zwergmeerschweinchen (Microcavia australis Geoffroy Saint-Hilaire & d’Orbigny, 1833)
    - Nördliches Zwergmeerschweinchen (Microcavia niata (Thomas, 1898))
    - Shipton-Zwergmeerschweinchen (Microcavia shiptoni (Thomas, 1925))

Über die Zeit wurden zahlreiche weitere Arten beschrieben, die jedoch als Synonyme bereits beschriebener Arten eingeordnet wurden. Dies trifft unter anderem für das 2004 beschriebene Münstersche Meerschweinchen (G. monasteriensis) aus Bolivien zu, das nicht als eigenständige Art anerkannt ist und nach Jonathan L. Dunnum als Synonym der Unterart G. m. boliviensis des Wieselmeerschweinchens betrachtet wird. Andere Artbeschreibungen befinden sich in Diskussion und sind noch nicht in die wissenschaftliche Sekundärliteratur eingeflossen, darunter etwa die Neubeschreibung von Microcavia maenas (Thomas, 1898) und Abgrenzung gegenüber dem Südlichen Zwergmeerschweinchen auf der Basis von Schädelmerkmalen.

## Belege
1. ↑  
Diane L. Rowe, Rodney L. Honeycutt: Phylogenetic Relationships, Ecological Correlates, and Molecular Evolution Within the Cavioidea (Mammalia, Rodentia). Molecular Biology and Evolution 19 (3), 2002; S. 263–277. (Volltext)
2. 1 2  
Jonathan L. Dunnum: Family Caviidae G. Fischer, 1817 In: James L. Patton, Ulyses F.J. Pardinas, Guillermo D’Elía (Hrsg.): Mammals of South America, Volume 2 – Rodents. The University of Chicago Press, Chicago 2015; S. 690–691.
3. 1 2  
Thomas E. Lacher, Jr.: Family Caviidae In: Don E. Wilson, T.E. Lacher, Jr., Russell A. Mittermeier (Hrsg.): Handbook of the Mammals of the World: Lagomorphs and Rodents 1. (HMW, Band 6) Lynx Edicions, Barcelona 2016, S. 406–438.
4. ↑  
K. Solmsdorff, D. Kock, C. Hohoff, N. Sachser: Comments on the genus Galea Meyen 1833 with description of Galea monasteriensis n. sp. from Bolivia (Mammalia, Rodentia, Caviidae). Senckenbergiana Biologica 84, 2004; S. 137–156.
5. ↑  
Jonathan L. Dunnum,  Jorge Salazar-Bravo: Phylogeny, evolution, and systematics of the Galea musteloides complex (Rodentia: Caviidae). Journal of Mammalogy 91 (1), 17. Februar 2010; S. 243–259. doi:10.1644/08-MAMM-A-214R1.1
6. ↑  
Jonathan L. Dunnum: G. m. boliviensis (Waterhouse, 1848) In: James L. Patton, Ulyses F.J. Pardinas, Guillermo D’Elía (Hrsg.): Mammals of South America, Volume 2 – Rodents. The University of Chicago Press, Chicago 2015; S. 709. ISBN 978-0-226-16957-6.
7. ↑  
Pablo Teta, Ricardo A. Ojeda, Sergio O. Lucero, Guillermo D’Elía: Geographic Variation in Cranial Morphology of the Southern Mountain Cavy, Microcavia australis (Rodentia, Caviidae): Taxonomic Implications, with the Description of a New Species. Zoological Studies 56, 2017; e29. doi:10.6620/ZS.2017.56-29